# Дубецько
Дубецько (пол. Dubiecko) — місто на Закерзонні в Польщі, у гміні Дубецько Перемишльського повіту Підкарпатського воєводства.
Населення — 871 особа (2011).
Через Дубецько проходить воєводська дорога № 884.
1 січня 2021 року поновлено міські права.

## Географія
Місто розташоване на лівому березі річки Сян за 27 кілометрів на захід від центру повіту міста Перемишля і 38 кілометри на південний схід від столиці воєводства — міста Ряшіва.

## Назва
Впродовж століть Дубецько зберегло українську назву.

## Історія
У 1953 р. над давнім руслом Сяну були знайдені дві неолітичні кам’яні сокири. Археологічні розкопки Городища в 1959 і 1963 рр. встановили, що тут проживали люди в епоху неоліту і бронзи. Численні знахідки римських монет свідчать про наявність тут селища в часи Римської імперії.
В XI-XIII століттях на цих землях існувало Перемишльське руське князівство зі столицею в Перемишлі, яке входило до складу Галицького князівства, а пізніше Галицько-Волинського князівства.
Після захоплення цих земель Польщею територія в 1340–1772 роках входила до складу Сяноцької землі Руського воєводства Королівства Польського. З початком польської колонізації Галичини в 1358 р. вперше згадується Дубецько в акті надання Казимиром Великим довколишніх земель якомусь Яцьку Сонечку. В 1389 році Владислав Ягайло віддав королівське село Дубецько в довічне володіння Петру Кміті, який у 1407 році отримав від короля права міста для Дубецько, переніс його на лівий берег Сяну і заснував костел.
В 1772 році внаслідок першого поділу Польщі Дубецько відійшло до імперії Габсбургів і ввійшло до складу Перемишльського повіту австрійської провінції Галіція. Попри півтисячолітню державну політику полонізації у 1880 році ще 114 місцевих українців зберігали свою національну ідентичність.
У 1934 році Дубецько позбавлене статусу міста. В 1939 році ще 10 українців зберегли традицію спілкування українською мовою та коло ста українців зберегли усвідомлення своєї українськості попри перехід на побутове спілкування польською мовою (крім того було 720 поляків і 980 євреїв). Місцева парохіяльна церква належала до Порохницького деканату Перемишльської єпархії.
В липні 1944 року радянські війська оволоділи селом. Радянські окупанти насильно мобілізували чоловіків у Червону армію. Це частково населене українцями село Надсяння за Люблінською угодою від 9 вересня 1944 року опинилося по польському боці розмежування лінії Керзона (так званому Закерзонні). Польським військом і бандами цивільних поляків почались пограбування і вбивства, у 1945 р. банда польських шовіністів (командир — Роман Кісєль «Семп») вбила в селі щонайменше 8 українців. Селяни гуртувались в загони УПА і відділи самооборони. Українців у 1945 р. добровільно-примусово виселяли в СРСР. Решта українців села попала в 1947 році під етнічну чистку під час проведення Операції «Вісла» і була виселена на понімецькі землі у західній та північній частині польської держави, що до 1945 належали Німеччині. До 1947 р. в околицях діяли відділи УПА.
У 1975-1998 роках село належало до Перемишльського воєводства.
1 січня 2021 року поновлено міські права.

## Населення
Демографічна структура станом на 31 березня 2011 року:
|          | Загалом | Допрацездатний вік | Працездатний вік | Постпрацездатний вік |
| -------- | ------- | ------------------ | ---------------- | -------------------- |
| Чоловіки | 436     | 100                | 296              | 40                   |
| Жінки    | 435     | 73                 | 267              | 95                   |
| Разом    | 871     | 173                | 563              | 135                  |

- 1880 — 1505 мешканців, з них 114 греко-католиків, 690 римо-католиків, 700 юдеїв[6].
- 1939 — 1810 мешканців, з них 120 греко-католиків, 720 римо-католиків, 980 юдеїв[3].

## Пам’ятки
В селі збереглася греко-католицька церква Воздвиження Святого Хреста, змурована в 1927 році на місці колишньої дерев'яної 1774 року. Після Другої світової війни використовувалася під склад, а тепер використовується під художню галерею. Парафія належала до Бірчанського деканату, а після Першої світової — до Порохницького.
Зберігся замок Красицьких-Конарських.

## Відомі люди
- Олександр Добрянський — греко-католицький священник, громадський діяч, посол Австрійського парламенту (1848—1849), Галицького сойму і Райхсрату (1861—1866).